# 6 Pułk Strzelców Konnych (II RP)
6 Pułk Strzelców Konnych im. Hetmana Wielkiego Koronnego Stanisława Żółkiewskiego (6 psk) – oddział kawalerii Armii Polskiej we Francji i Wojska Polskiego II RP.
Pułk zorganizowany został z oddziałów sformowanych we Francji i we Włoszech – początkowo jako 1 pułk szwoleżerów. Po przybyciu do Polski w maju 1919 przemianowany na 4 pułk Dragonów Kresowych, a później na 4 pułk strzelców konnych.

Jego poszczególne dywizjony walczyły w wojnie polsko-bolszewickiej stanowiąc kawalerię dywizyjną jednostek piechoty.
Po wojnie, na bazie części pododdziałów „wojennego” 4 pułku strzelców konnych, utworzono „nowy” 6 pułk strzelców konnych. W okresie międzywojennym pułk stacjonował w Żółkwi. W kampanii wrześniowej walczył w składzie Kresowej Brygady Kawalerii.

## Rodowód
Wiosną 1918 przy szwadronie instrukcyjnym szwoleżerów Armii Polskiej we Francji, stacjonującym w Alençon, sformowany został 1 szwadron 1 grupy 1 pułku szwoleżerów. W maju nowo sformowany szwadron wyruszył na front w składzie 1 Dywizji Strzelców do Szampanii. 

W połowie grudnia 1918 w obozie Santa Maria la Bruna powstał 2 szwadron 1 grupy. W marcu 1919 przewieziony został do Vauvilliers we Francji, gdzie dołączył do 1 pułku szwoleżerów. We Włoszech powstał również 3. i 4 szwadron 2 grupy 1 pułku szwoleżerów. Wiosną oddziały Błękitnej Armii przybyły do Polski wzięły udział w walkach o niepodległość, a latem Grupy zostały przeformowane w dywizjony.
We wrześniu 1919 dowództwo 4 pułku dragonów przeformowano w dowództwo 4 pułku strzelców konnych. Jesienią powstał też jego III i IV dywizjon. Dywizjony te powstały na bazie 1. i 2 grupy szwadronów 3 pułku szwoleżerów, które to zostały sformowane w lutym i marcu 1919  we Francji. Z kolei nadwyżki szwadronu instrukcyjnego szwoleżerów zebrane w Brzeżanach posłużyły do sformowania szwadronu zapasowego 4 psk, który we wrześniu 1919 rozmieszczono w Hruszowie nieopodal Lubaczowa.
W październiku 1920 przeformowano 4 pułk strzelców konnych. Z części jego szwadronów 8 września 1921 powstał 6 pułk strzelców konnych. Od 20 lipca 1921 do 27 sierpnia 1939 miejscem stałej dyslokacji pułku była Żółkiew, rodowa posiadłość wybitnego wodza i żołnierza hetmana Stanisława Żółkiewskiego.

## W walce o granice
1 i 3 pułk szwoleżerów Armii gen. Józefa Hallera swój chrzest bojowy przechodzą na froncie francusko-niemieckim w Szampanii. Po zakończeniu działań wojennych na froncie zachodnim, obydwa pułki, transportem kolejowym przemieszczone zostały w rejon Warszawy.
Z chwilą rozpoczęcia działań wojennym na froncie wschodnim przeciwko bolszewikom już jako 4 pułk strzelców konnych wziął udział w wyprawie kijowskiej. 
Poszczególne dywizjony 4 pułku strzelców konnych prowadziły działania jako jazda dywizyjna przydzielona do poszczególnych dywizji piechoty. I dywizjon walczył w ramach 13 Dywizji Piechoty, II dywizjon w składzie 11 Dywizji Piechoty, III dywizjon w składzie 5 Dywizji Piechoty, a IV dywizjon stanowił jazdę organiczną 12 Dywizji Piechoty.
15 maja 1920 brał udział w zajęciu Łucka oraz dokonał wypadu na Młynów i Równe.
18 sierpnia 1920 stoczył krwawą bitwę pod Krasnem.

### Kawalerowie Virtuti Militari i polegli
| Żołnierze odznaczeni Krzyżem Srebrnym Orderu Wojskowego Virtuti Militari za wojnę 1918–1920 | Żołnierze odznaczeni Krzyżem Srebrnym Orderu Wojskowego Virtuti Militari za wojnę 1918–1920 |
| ------------------------------------------------------------------------------------------- | ------------------------------------------------------------------------------------------- |
| rtm. Zdzisław Chrząstowski                                                                  | ppor. Tadeusz Konopka                                                                       |
| strzel. Jan Nieradko                                                                        | pchor. Wacław Paszkowski                                                                    |
| Polegli i zmarli z ran                                                                      |                                                                                             |
| kpr. Franciszek Bombalski                                                                   | strzel. Jan Szczepan                                                                        |
| strzel. Stanisław Dryska                                                                    | strzel. Karol Szymon                                                                        |
| strzel. Jan Puchała                                                                         | strzel. Andrzej Tranowicz                                                                   |
| strzel. Franciszek Ratajczak                                                                | strzel. Jan Uljasz                                                                          |

## Pułk w okresie pokoju

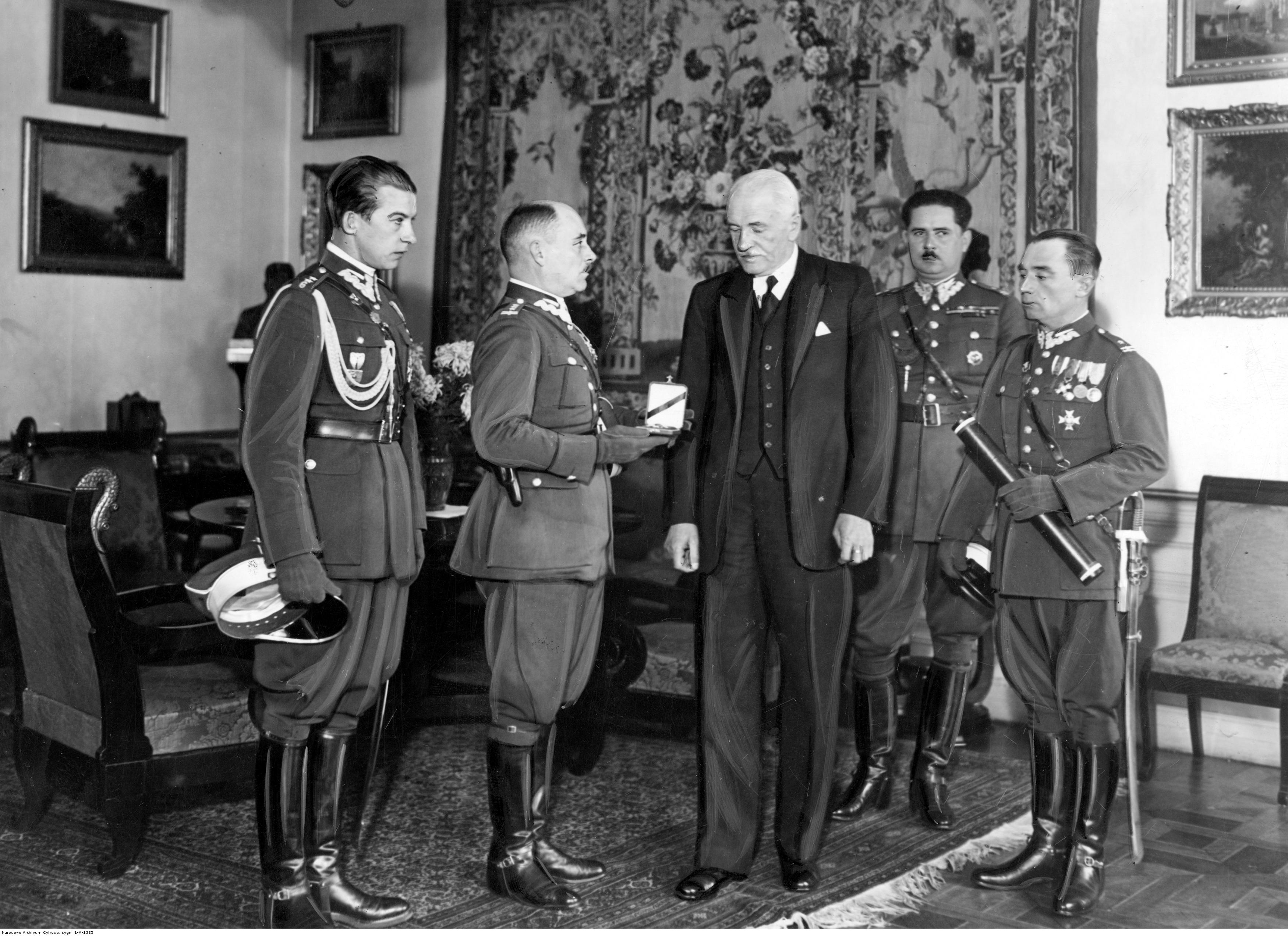
Wręczenie prezydentowi RP Ignacemu Mościckiemu odznaki 6 psk; 23-11-1932

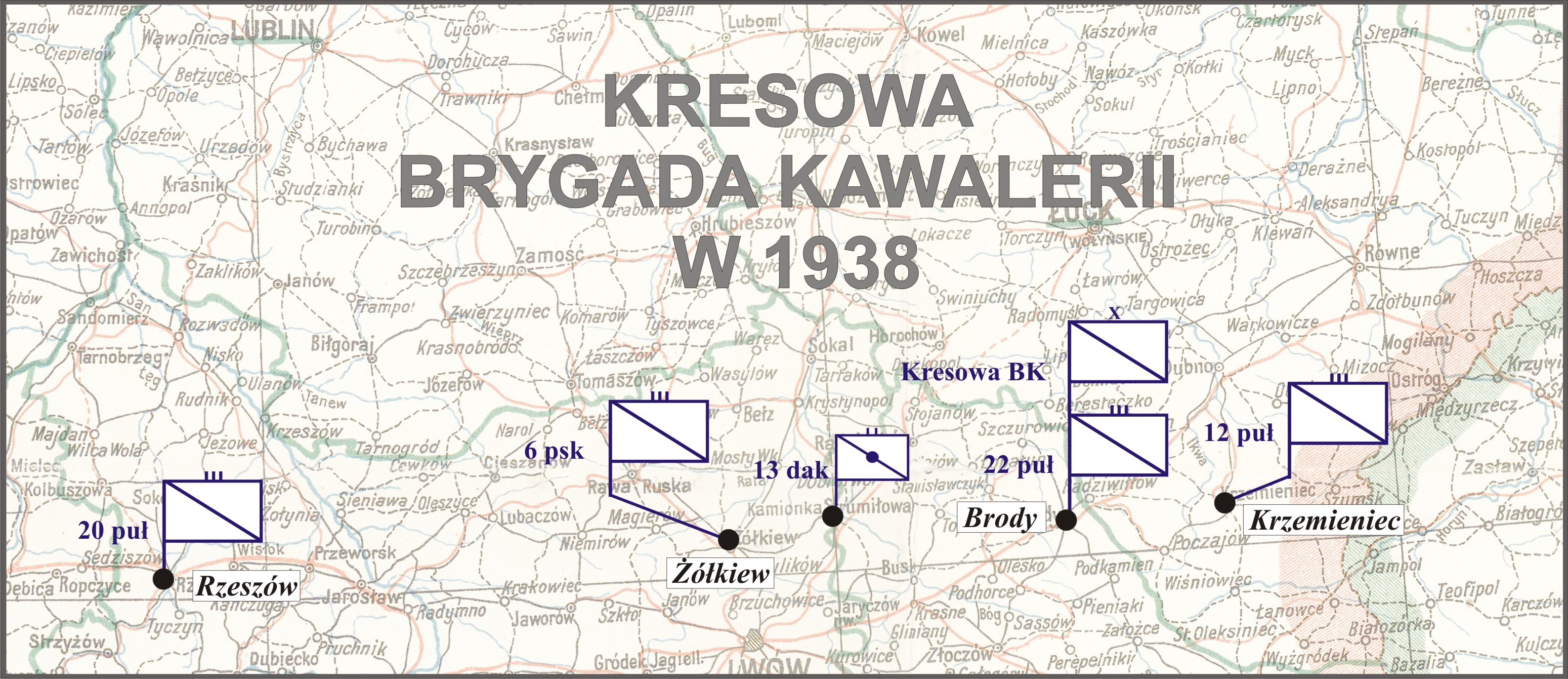
Kresowa BK w 1938

### Reorganizacja i podporządkowanie
Po zakończeniu działań wojennych w nowo formowanym 6 pułku strzelców konnych pozostawiono II, III i IV dywizjon „starego” 4 pułku strzelców konnych. Dowództwo i szwadron zapasowy formowano w Hruszowie. Dotychczasowy III dywizjon przemianowano na I dywizjon, a IV dywizjon otrzymał numer III. W październiku 1921 z nadwyżek II dywizjonu sformowano szwadron, który przekazano do nowo formowanego 10 pułku strzelców konnych w Łańcucie.
Pododdziały pułku spełniały rolę jazdy dywizyjnej, a jego dowódca podlegał bezpośrednio dowódcy Okręgu Korpusu nr VI. W zakresie szkolenia pułk w tym czasie podlegał inspektorowi jady nr III. W tym okresie w jego skład wchodziły trzy szwadrony strzelców konnych, oddział szkolny karabinów maszynowych, pułkowa szkoła podoficerska i kadra szwadronu zapasowego. W przypadku mobilizacji pułk wystawić miał dwuszwadronowe dywizjony jazdy organicznej dla 5., 11. i 12 Dywizji Piechoty.
Wiosną 1924, wraz ze zmianą terminu „jazda” na „kawaleria”, dotychczasowe pułki jazdy dywizyjnej (pułki strzelców konnych) zostały przeformowane w pułki jazdy samodzielnej i etatowo upodobniły się do pułków szwoleżerów czy ułanów. W tym celu w 6 psk sformowano 4 szwadron liniowy i szwadron ciężkich karabinów maszynowych. Ponadto utworzono pluton łączności i sekcję pionierów. 

Jednocześnie pułk zmienił podporzadkowanie i wszedł w skład XVI Brygady Kawalerii. Wiosną 1930 rozformowano 4 Dywizję Kawalerii, a pułk znalazł się w składzie 2 Samodzielnej Brygady Kawalerii. Od wiosny 1937 wchodził w skład Kresowej Brygady Kawalerii.

### Zakwaterowanie
W momencie zawieszenia broni na froncie wojny polsko-bolszewickiej pododdziały, które miały wejść w skład nowo tworzonego 6 pułku strzelców konnych stacjonowały na różnych odcinkach frontu. Jego dowództwo i szwadron zapasowy formowano w Hruszowie. W styczniu 1921 dołączył do nich 1 szwadron. W lipcu pododdziały zgrupowane w Hruszowie przeniesiono do Żółkwi. Tu też powrócił z linii demarkacyjnej  5. i 6 szwadron oraz plutonu ckm z III dywizjonu, a miesiąc później 2 szwadron. Ostatecznie 27 października 2/6 psk przeniesiono do Łańcuta i przemianowano na 1/10 pułku strzelców konnych, natomiast 5 i 6 szwadron przemianowano na 2. i 3 szwadron i pozostawiono w Żółkwi w strukturach 6 psk. W 1924 4 szwadron pułku kwaterował w Kamionce Strumiłowej.

### Zdarzenia
8 maja 1926 w Żółkwi starszy wachmistrz Stanisław Kisielewski, znajdując się w stanie nietrzeźwości, zastrzelił z rewolweru dowódcę pułku, podpułkownika Konstantego Obidzińskiego i wachmistrza Jana Gadomskiego. 20 maja 1926 wyrokiem wojskowego sądu doraźnego wachmistrz Kisielewski został skazany za podwójne zabójstwo na karę śmierci i degradację. Dowódca Okręgu Korpusu Nr VI we Lwowie wyrok zatwierdził, a pełniący obowiązki prezydenta RP, Marszałek Sejmu Maciej Rataj, nie skorzystał z prawa łaski. Skazany został rozstrzelany tego samego dnia we Lwowie.

### Mobilizacja
6 pułk strzelców konnych, zgodnie z planem mobilizacyjnym w ramach mobilizacji alarmowej w grupie „czerwonej”, w dniach 27–29 sierpnia 1939 zmobilizował w Żółkwi własne pododdziały pułku. Dodatkowo w tym samym czasie zmobilizował dla macierzystej Kresowej Brygady Kawalerii samodzielny pluton km nr 2, kolumny taborowe kawaleryjskie typu I nr 647 i 648 oraz warsztat taborowy nr 641. W ramach mobilizacji powszechnej, w okresie od 31 sierpnia do 3 września, zmobilizował dwa szwadrony marszowe brygady, nr 3 i nr 4, tj. dla 6 psk i 12 pułku ułanów oraz uzupełnienia marszowe dla brygadowych szwadronów pionierów nr 4 i łączności nr 2. Dodatkowo na bazie pozostałości pułku zmobilizował Ośrodek Zapasowy Kresowej Brygady Kawalerii (OZKaw. „Żółkiew”) do 5 września 1939. Pułk terminowo i bez większych przeszkód zmobilizował alarmowo swoje pododdziały brygadowe i od godz. 8.00 oczekiwał na zawagonowanie do transportów kolejowych. Z uwagi na przeciążenie węzła lwowskiego PKP i braki taboru, nastąpiło opóźnienie w odjazdach czterech transportów kolejowych od 7 do 24 godzin. 6 psk został dyslokowany w składzie Kresowej Brygady Kawalerii do Armii „Łódź”.
| Pułk w planie mobilizacyjnym „S” | Pułk w planie mobilizacyjnym „S” | Pułk w planie mobilizacyjnym „S” |
| Nazwa pododdziału                | Termin                           | Miejsce mobilizacji              |
| -------------------------------- | -------------------------------- | -------------------------------- |
| dowódca pułku z drużyną          | alarm                            | Żółkiew                          |
| pluton łączności                 | alarm                            | Żółkiew                          |
| 1÷4 szwadrony                    | alarm                            | Żółkiew                          |
| szwadron karabinów maszynowych   | alarm                            | Żółkiew                          |
| szwadron kawalerii nr 35         | 8                                | Żółkiew                          |
| pluton ckm nr 35                 | 8                                | Żółkiew                          |
| kolumna taborowa nr 661          | 5                                | Żółkiew                          |
| kolumna taborowa nr 662          | 7                                | Żółkiew                          |
| uzupełnienie do czasu „W”        | 6                                | Żółkiew                          |
| szwadron marszowy 1/6 psk        | 18                               | Żółkiew                          |
| pluton marszowy nr 1/35          | 30                               | Żółkiew                          |
| szwadron zapasowy                | do 15                            | Żółkiew                          |

| Obsada personalna i struktura organizacyjna w marcu 1939 | Obsada personalna i struktura organizacyjna w marcu 1939 |
| -------------------------------------------------------- | -------------------------------------------------------- |
| dowódca pułku                                            | ppłk dypl. Stefan Mossor                                 |
| I zastępca dowódcy                                       | mjr dypl. Zygmunt Mieszczankowski                        |
| adiutant                                                 | por. Zygmunt Wolski †21 IV 1939                          |
| naczelny lekarz medycyny                                 | mjr dr Julian Rekliński                                  |
| starszy lekarz weterynarii                               | kpt. Aleksander Lassota                                  |
| II zastępca dowódcy (kwatermistrz)                       | mjr Edward Leon Witkowski                                |
| p.o. oficera mobilizacyjnego                             | por. adm. (kaw.) Władysław Sobolewski                    |
| zastępca oficera mobilizacyjnego                         | rtm. Wacław Stanisław Zachoszcz                          |
| oficer administracyjno-materiałowy                       | rtm. Stanisław Szostakowski                              |
| dowódca szwadronu gospodarczego                          | por. Marian Antoni Zachoszcz                             |
| oficer gospodarczy                                       | kpt. int. Michał Bartosiewicz                            |
| oficer żywnościowy                                       | por. Marian Antoni Zachoszcz                             |
| dowódca plutonu łączności                                | por. Mieczysław Michał Bielecki                          |
| dowódca plutonu kolarzy                                  | por. Mieczysław Jan Bernakiewicz                         |
| dowódca plutonu ppanc.                                   | vacat                                                    |
| dowódca 1 szwadronu                                      | rtm. Janusz Józef Dunin                                  |
| dowódca plutonu                                          | por. Mieczysław Jan Bernakiewicz                         |
| dowódca plutonu                                          | por. Jan Handler                                         |
| dowódca plutonu                                          | ppor. Leszek Bolesław Józef Klink                        |
| dowódca 2 szwadronu                                      | rtm. Stanisław Mróz                                      |
| dowódca plutonu                                          | por. Waldemar Wiktor Tyrakowski                          |
| dowódca plutonu                                          | ppor. Stefan Józef Fusiecki                              |
| dowódca plutonu                                          | ppor. Modest Wit Płocharz                                |
| dowódca 3 szwadronu                                      | p.o. por. Mieczysław Józef Sander                        |
| dowódca 4 szwadronu                                      | rtm. Adam Jan Szeloch                                    |
| dowódca plutonu                                          | ppor. Henryk Bąkowski                                    |
| dowódca szwadronu km                                     | rtm. Aleksander Filipecki                                |
| dowódca plutonu                                          | ppor. Juliusz Bartoszewicki                              |
| dowódca szwadronu zapasowego                             | rtm. Paweł Bierzyński                                    |
| zastępca dowódcy                                         | vacat                                                    |
| odkomenderowany                                          | ppor. Stanisław August Batycki                           |
| na kursie                                                | por. Zbigniew Antoni Domański                            |
| na kursie                                                | por. Mieczysław Wilhelm Kiwała                           |

## 6 psk w kampanii wrześniowej

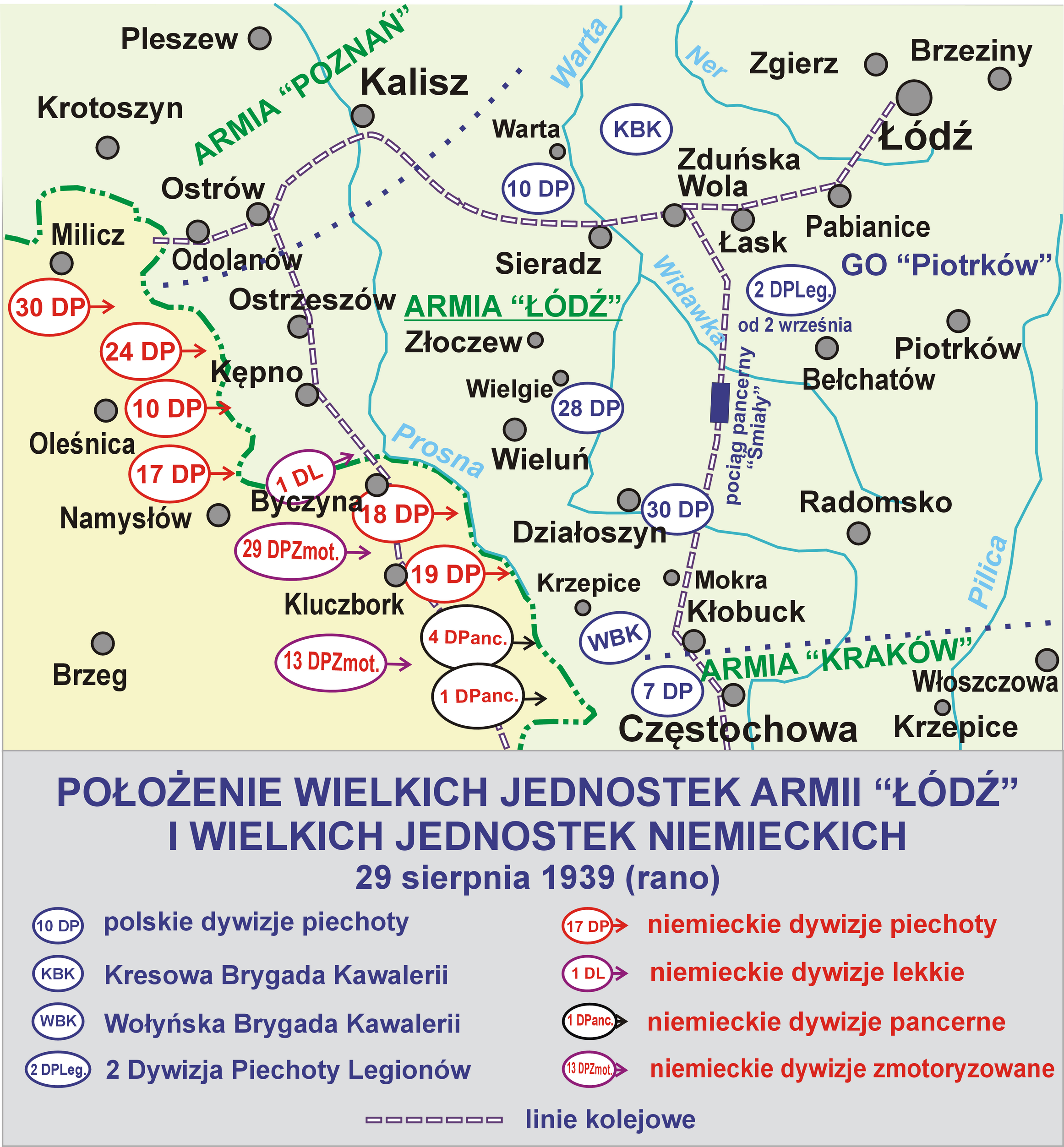
Pułk walczył w składzie Kresowej BK

### Działania bojowe pułku

#### Bój graniczny nad Wartą
Przewieziony transportami kolejowymi na trasie Brody, Kowel, Brześć n/Bugiem, Siedlce, Warszawa do Poddębic w dniach 30 sierpnia–3/4 września 1939. Koncentrowany wraz z macierzystą Kresową BK na północnym skrzydle Armii „Łódź” w rejon Rossoszycy i Szadka. Pułk stacjonował w rejonie Prusinowic, pozostał chwilowo w odwodzie Kresowej BK. Po osiągnięciu pełnej gotowości bojowej, poprzedzany dwoma podjazdami wyruszył w kierunku rzeki Warty maszerujący na czele pułku jako czołowy 2 szwadron rozpoznał rejon Brodni, którą obsadził, a następnie dokonał również wypadu na zachodni brzeg Warty. Główne siły pułku nocą z 4 na 5 września, obsadziły wschodni brzeg Warty w rejonie Popowa. Zgodnie z rozkazem ze sztabu armii dowódca 6 psk miał dokonać jeszcze tej nocy wypadu siłami głównymi na zachodni brzeg rzeki. W tym celu z sił głównych pułku wysłano podjazd w sile plutonu 1/1 szwadronu w kierunku zachodnim i 4 szwadron wzdłuż zachodniego brzegu Warty na południe. Około godz. 6.15 zajmujący stanowiska obronne w rejonie Popowa oczekujący na powrót wysłanych podjazdów niepełny 1 szwadron podjął walkę ogniową ze zmotoryzowanym Oddziałem Wydzielonym niemieckiej 30.Dywizji Piechoty, do walki włączył się próbujący uderzyć na niemiecką piechotę, poprzez przeprawę wpław przez Wartę 3 szwadron. Pomimo wprowadzenia do walki szwadronu ckm i pozostałych pododdziałów pułku nie pozwoliło jednak odrzucić niemieckiego OW 30.DP od rzeki Warty. Silny ostrzał niemieckiej broni maszynowej i wsparcie ze strony lotnictwa doprowadziło do rozproszenia koniowodnych walczących nad rzeką strzelców oraz zadanie dużych start pułkowi w sile żywej, podpalenie przez niemiecki ostrzał wsi Popów i kolonii Popów zdezorganizowało obronę 6 psk. Około godzin południowych od strony północnej na wschodnim brzegu Warty pojawił się niemiecki podjazd motocyklistów, ostrzał rozpoczęła niemiecka artyleria. Działanie niemieckie pogłębiły trudną sytuację pułku i zmusiły go do odwrotu i rezygnację z obrony rzeki w rejonie Popowa. Nie doczekano powrotu wysłanych własnych podjazdów. Szwadrony 1 i 3 utraciły ok. 30% stanów, pluton łączności 50%. 
W godzinach popołudniowych 6 psk wycofał się do miejscowości Grabina, gdzie dołączył 2 szwadron. W godzinach nocnych 5/6 września pułk przybył do Prusinowic i zajął tam obronę od strony zachodniej. Do sił głównych pułku nie dołączyły podjazdy wysłane na zachodni brzeg Warty tj. wzmocnione ckm 4 szwadron i 1 pluton 1 szwadronu.  

#### Na szlakach odwrotu, rozdzielenie się 6 psk
Nocą 6/7 września 6 psk wzmocniony 3 baterią 13 dywizjonu artylerii konnej i 61 dywizjonem pancernym otrzymał zadnie osłony odwrotu Kresowej BK oraz opóźnianie przeciwnika na osi Poddębice-Aleksandrów Łódzki do miejscowości Kuciny. Z Albertowa pułk przeszedł do rejonu wsi Kuciny ok. 5.30 7 września i pododdziały zajęły obronę. Wysłany w kierunku Poddębic pluton samochodów pancernych 61 dywizjonu utracił od niemieckiego ostrzału ppanc. dwa samochody pancerne. Po godz.7 podjęto dalszy odwrót w kierunku Aleksandrowa Łódzkiego, na podstawie rozkazu dowódcy Kresowej BK pozostał 1 szwadron z plutonem kolarzy do obrony lasu w rejonie Ustronia. Z uwagi na okrążenie Kresowej BK została zmuszona do przebijania się poprzez pierścień niemieckich wojsk pomiędzy Ozorkowem i Aleksandrowem. Jako I rzutowe natarcie prowadziły 20 i 22 pułki ułanów wsparte ogniem 13 dak. 6 psk podążał w II rzucie natarcia za 20 pułkiem ułanów 6 psk, tego też dnia utracono kontakt z 1 szwadronem i plutonem kolarzy. 6 psk maszerował ze zgrupowaniem dowódcy 20 puł. płk. dypl. A. Kunachowicza, poprzez lukę w ugrupowaniu niemieckim pomiędzy Kęblinem a Strykowem, maszerowano nocą 7/8 września. O świcie 8 września zgrupowanie osiągnęło lasy na zachód od Głowna. Z uwagi na nadejście oddziałów niemieckich od strony Kębliny i Strykowa zgrupowanie wycofało się na wschodni brzeg rzeki Mrogi. Maszerujące śladem pułku 1 szwadron został rozbity pod Kęblinem, a maszerujący za nim pluton kolarzy został odcięty pod Strykowem i dostał się do niewoli. Z 1 szwadronu, tylko kilku żołnierzy dołączyło do 6 psk.  
Znad Mrogi 6 psk w składzie zgrupowania płk. Kunachowicza pomaszerował do okolic Chlebowa, który osiągnął 9 września rano. Ponowny marsz podjęto w kierunku Skierniewic w godzinach południowych, 6 psk maszerował w dwóch kolumnach. Brak łączności i map spowodował całkowite rozproszenie się pododdziałów pułku. W grupie z ppłk. Mossorem znalazła się grupa ok. plutonu z 1 szwadronu, ok. plutonu z 2 szwadronu, 3 pluton ze szwadronu ckm, pluton łączności i poczet dowódcy pułku. W drugiej grupie maszerował 3 szwadron, część 2 szwadronu i połowa szwadronu ckm, pluton ppanc. dowodzenie tą grupą objął rtm. W. Zachoszcz. Maszerujące grupy toczyły walki z podjazdami i patrolami niemieckimi penetrującymi teren. Grupa ppłk. Mossora przemaszerowała do przez Skierniewice do wsi Kamion. 10 września utraciła kontakt ze zgrupowaniem płk. Kunachowicza, dołączyły do grupy po drodze szwadron 1/20 p uł. z plutonem ckm, pluton 19 pułku ułanów, bateria 3/13 dak i 30 kompania łączności. Nocą 10/11 września grupa przebiła się przez szosę Radom-Warszawa niszcząc niemiecki patrol zmotoryzowany z 5 motocyklami i 2 samochodami terenowymi. Po sforsowaniu szosy grupa dotarła do lasu pod Osuchowem 8 km od miejsca potyczki. Około godz. 9.00 11 września zgrupowanie zostało zlokalizowane przez patrole niemieckie, o godz.11 oddziały niemieckiej 19.DP okrążyły lasy i zaatakowały grupę ppłk. S. Mossora, grupa walczyła do godz. 16.30, gdzie z uwagi na brak amunicji zmuszona była skapitulować. Do niewoli dostał się dowódca pułku ppłk dypl. Stefan Mossor i ponad 100 żołnierzy, pozostali przebili się przez okrążenie, szwadron 1/20 p uł. szarżą, a część poległo - 25 żołnierzy. Grupa rtm. Zachoszcza przedarła się po walkach na wschód od Leszna do Warszawy.

#### Walki szwadronów 6 psk poza pułkiem

##### 4 Szwadron
Dowódca Kresowej BK płk. dypl. Jerzy Grobicki po odłączeniu się od brygady pomiędzy 8 a 11 września w rejonie Otwocka przystąpił do zbierania jej resztek i obrony wschodniego brzegu Wisły. W miejscu koncentracji do Kresowej BK dołączył 4 szwadron 6 psk i pluton 1/1 szwadronu. 12 września na utworzony na wschodnim brzegu Wisły niemiecki przyczółek w rejonie Góry Kalwarii broniony przez oddziały niemieckiej 1.Dywizji Pancernej, natarcie prowadziła Kresowa BK w składzie niekompletnych: 22 pułku ułanów, 1 pułku kawalerii KOP, 3/20 puł. i wspomnianych pododdziałów 6 psk, ze wsparciem baterii 1/13 dak. Natarcie zakończyło się niepowodzeniem wszyscy oficerowi 6 psk polegli ppor. Batycki, Cisło, Sokulski lub zostali ciężko ranni rtm. Szeloch i por. Fusiecki. Nad resztką zbiorczego szwadronu 6 psk dowodzenie przejął plut. Michał Domiszewski. Pluton ten dołączył do 1 p kaw. KOP ppłk. F. Kopcia, a następnie w Wołyńskiej BK, dzielił dalsze losy Grupy Operacyjnej Kawalerii gen. bryg. W. Andersa, w walkach pod Jacnią 23 września został rozbity szwadron/pluton 6 psk.

##### Dywizjon rtm. Zachoszcza
Grupa rtm. Wacława Zachoszcza poprzez lasy nieborowskie, Błonie, Leszno dotarła do Warszawy 14 września. Uzupełniono konie i po wypoczynku w koszarach 1 pułku szwoleżerów, 16 września wymaszerowała do miejscowości Dąbrowa Gaj. Na miejscu 2 szwadron uzupełniono plutonem z KD 5 DP. 17 września dywizjon w rejonie gajówki Młyńsko w Puszczy Kampinoskiej osłaniał składy w Palmirach, w składzie Zgrupowania/Pułku Kawalerii mjr Juniewicza jako dywizjon 6 psk pod dowództwem rtm. W. Zachoszcza.
- dowódca dywizjonu 6 psk – rtm. Wacław Zachoszcz
- dowódca 2 szwadronu – por. Mieczysław Bielecki
  - dowódca 1 plutonu – por. Walerian Waldemar Tyrakowski, ppor. rez. Ignacy Prądzyński (od 19 IX 1939)
  - dowódca 3 plutonu – ppor. rez. Julian Medyński
  - dowódca plutonu KD 5 DP – ppor. rez. Tadeusz Czacki
- dowódca 3 szwadronu – por. Mieczysław Kiwała, por. Walerian Waldemar Tyrakowski (od 19 IX 1939)
  - dowódca 1 plutonu – ppor. Janusz Śmigielski
  - dowódca 2 plutonu – ppor. rez. Jan Stanek
  - dowódca 3 plutonu – por. rez. Janusz Paliszewski
- dowódca półszwadronu ckm i br. tow. – rtm. Aleksander Filipecki
  - dowódca plutonu ckm – ppor. rez. Wacław Szmidt
  - dowódca plutonu ppanc.(2 armaty) – ppor. rez. Bogusław Koch.

Z uwagi na pojawienie się niemieckich oddziałów pancerno-motorowych dywizjon prowadził rozpoznanie szosy Warszawa-Modlin i miejscowości Sadowa. 19 września dywizjon dokonał wypadu na wieś Sadowa, gdzie w ataku na gniazdo karabinu maszynowego poległ por. Kiwała, a szwadron poniósł znaczne straty w potyczce z niemieckim pododdziałem pancernym. Zgrupowanie kawalerii dozorowało Wisłę od Warszawy do Modlina i ubezpieczało brzeg rzeki od desantu od strony wschodniej, jak i składy broni i amunicji w Palmirach. 21 września położenie dywizjonu uległo zmianie z uwagi na odcięcie drogi do Warszawy przez oddziały niemieckie z XI Korpusu Armijnego i 1.Dywizji Lekkiej oraz napływ oddziałów i rozbitków z Armii „Poznań” i Armii „Pomorze”. W okolicy składów w Palmirach gen. bryg. Mikołaj Bołtuć zebrał wszystkie będące tam oddziały i z uwagi na bezcelowość dalszego utrzymywania terenów składów przez broniącą ich załogę, podjął próbę przebicia się do Warszawy wzdłuż zachodniego brzegu Wisły, toru kolejki Warszawa-Palmiry i szosy Modlin-Warszawa. Pułk mjr. Juniewicza o świcie 22 września wykonał natarcie na odcinku od toru kolejki do szosy z Modlina z lasu na południowe i zachodnie skraj Łomianek. Dywizjon 6 psk spieszony nacierał prawą stroną szosy z modlińskiej, jako czołowy 2 szwadron zlikwidował kilka gniazd oporu i poniósł olbrzymie straty w zabitych i rannych sięgające 90% oficerów i 60% podoficerów i szeregowych. Polegli ppor. Prądzyński i Śmigielski, ciężko ranni zostali i wkrótce zmarli rtm. Zachoszcz i por. Tyrakowski. Pozostali dostali się do niewoli. Duża grupa koniowodnych pod wodzą rtm. Filipeckiego galopem po wale wiślanym uderzyła na pozycje niemieckie, część z nich poległa, część się przebiła przez pozycje niemieckiej piechoty. 22 września był ostatnim dniem istnienia dywizjonu. Strzelcy konni 6 pułku, którzy dotarli do Warszawy od 16 września przedzierający się z południowych i północnych przedpoli miasta byli gromadzeni w koszarach 1 p szwol. i 1 dak w szwadronie por. Kazimierza Branickiego wchodzącym w skała dywizjonu kawalerii rtm. A. Kropielnickiego, bronili wylotu ul. Belwederskiej i okolic Fortu Dąbrowskiego do końca obrony Warszawy.

#### Szwadron marszowy 6 psk
Sformowany w I rzucie mobilizacji powszechnej, osiągnął gotowość bojową 2 września 1939. Umundurowany, uzbrojony i wyposażony z magazynów mobilizacyjnych, otrzymał konie, które nie odeszły z I rzutem bojowym pułku. Skład obsady dowódczej szwadronu marszowego 6 psk:
- dowódca szwadronu – rtm. rez. Jan Pianowski-Kwiatkowski
- dowódca 1 plutonu – ppor. rez. Jan Nycz
- dowódca 2 plutonu – ppor. rez. Wiesław Bułkowski
- dowódca 3 plutonu – ppor. rez. Stanisław Laubert.

3 lub 5 września szwadron opuścił Żółkiew i przemaszerował do rejonu Krechowa, a następnie zajął pozycje obronne wzdłuż szosy Janów-Lwów. Następnie na rozkaz dowódcy OK VI pomaszerował do okolic Sokolnik na północ od Lwowa, gdzie prowadził rozpoznanie i patrolowanie okolicy. Po 10 września wycofał się przez rogatkę Gródecką do Lwowa, kwaterował w koszarach 14 pułku ułanów. We Lwowie uzupełniono szwadron ochotnikami oraz utworzono półpluton ckm Maxim wz. 1908 na jukach pod dowództwem por. rez. Antoniego Hlebko. W połowie września wszedł w skład Korpusu Ochotniczego do Zadań Specjalnych gen. dyw. st. sp. Mariana Żegoty-Januszajtisa. Działał patrolami na przedpolu Lwowa oraz całością szwadronu 15 września w wypadzie na Kozielniki, 16 września ze szwadronem konnym rezerwy policyjnej na Śnichów, gdzie stoczył potyczkę mając 7 rannych. 19 września dokonał zagonu, marszem nocnym Grzybowice Wielkie i Brzuchowice docierając o świcie 20 września do Hołoska, tu po drobnym starciu utracił kontakt z 3 plutonem (dostał się do niemieckiej niewoli?) i wycofał się do Lwowa, który osiągnął 21 września przed południem. Wraz z kapitulacją Lwowa szwadron marszowy 6 psk zakończył działania bojowe. Oficerowie w większości nie poszli do niewoli i przedostali się przez granicę na zachód.

### Szwadrony 6 psk w Ośrodku Zapasowym Kawalerii „Żółkiew” Kresowej BK w działaniach i w walce
W składzie OZ Kaw. „Żółkiew” Kresowej BK, prowadzono intensywną pracę organizacyjną formując w ramach ww. ośrodka szwadrony konne i piesze, spośród nadwyżek rezerwistów, koni, broni, wyposażenia pułków 12, 22 ułanów, 6 strzelców konnych i innych pododdziałów które dołączyły pod dowództwem ppłk. Stefana Gołaszewskiego. Zastępcą dowódcy ośrodka został mjr Stanisław Mirecki pokojowy zastępca dowódcy 6 psk. 9 września gotowość bojową osiągnął szwadron konny 6 psk pod dowództwem por. rez. Tadeusz Kownacki. W rejonie wsi Trościanica pod dowództwem mjr. Ignacego Drozdowskiego formowano szwadrony piesze, wśród nich z 6 psk. 9 września ze składu OZKaw. Kresowej BK wydzielono konny dywizjon/pułk rozpoznawczy rtm. Józefa Murasika, w skład, którego wszedł szwadron 6 psk por. rez. Kownackiego (opis działań szwadronu znajduje się artykule Pułk Marszowy/Rozpoznawczy Kresowej BK rtm. Murasika). Dodatkowo opis działań pozostałych szwadronów formowanych z kadry i rezerwistów 6 psk w ramach OZKaw. „Żółkiew” Kresowej BK znajdują się w artykule Ośrodek Zapasowy Kresowej Brygady Kawalerii.
| Obsada personalna we wrześniu 1939 | Obsada personalna we wrześniu 1939 |
| Stanowisko                         | Stopień, imię i nazwisko           |
| ---------------------------------- | ---------------------------------- |
| dowódca pułku                      | ppłk dypl. Stefan Mossor           |
| II zastępca dowódcy                | rtm. Stanisław Szostakowski        |
| adiutant                           | por. Zbigniew Domański             |
| lekarz pułkowy                     | mjr dr Julian Rekliński            |
| lekarz pułkowy                     | por. dr med. Piotr Goździk         |
| starszy lekarz weterynarii         | kpt. Aleksander Lassota            |
| dowódca szwadronu gospodarczego    | por. Marian Antoni Zachoszcz       |
| dowódca plutonu łączności          | ppor. rez. Władysław Siła-Nowicki  |
| dowódca plutonu kolarzy            | ppor. rez. Antoni Kawalerski       |
| dowódca plutonu ppanc.             | ppor. rez. Bogusław Koch           |
| dowódca 1 szwadronu                | rtm. Józef Wilczyński              |
| dowódca 1 plutonu                  | ppor. Stanisław Batycki            |
| dowódca 2 plutonu                  | por. rez. Stanisław Jaroszyński    |
| dowódca 3 plutonu                  | ppor. Samuel Royko                 |
| dowódca 2 szwadronu                | por. Mieczysław Bielecki           |
| dowódca 1 plutonu                  | por. WaldemaTyrakowski             |
| dowódca 2 plutonu                  | ppor. Modest Wit Płocharz          |
| dowódca 3 plutonu                  | ppor. rez. Julian Medyński         |
| dowódca 3 szwadronu                | rtm. Wacław Zachoszcz (do 10 IX)   |
| dowódca 3 szwadronu                | por. Mieczysław Kiwała (do +19 IX) |
| dowódca 3 szwadronu                | por. Waldemar Tyrakowski           |
| dowódca 1 plutonu                  | ppor. Janusz Śmigielski            |
| dowódca 2 plutonu                  | ppor. rez. Jan Stanek              |
| dowódca 3 plutonu                  | por. rez. Janusz Paliszewski       |
| dowódca 4 szwadronu                | rtm. Adam Jan Szeloch              |
| dowódca 1 plutonu                  | por. Stefan Fusiecki               |
| dowódca 2 plutonu                  | ppor. rez. Stanisław Sokulski      |
| dowódca 3 plutonu                  | ppor. rez. Jan Cisło               |
| dowódca szwadronu km               | rtm. Aleksander Filipecki          |
| dowódca 1 plutonu                  | ppor. Leszek Klink                 |
| dowódca 2 plutonu                  | ppor. rez. Władysław Szmidt        |
| dowódca 3 plutonu                  | ppor. rez. Andrzej Jakubowski      |

## Symbole pułkowe

### Sztandar
Nadanie przepisowego sztandaru i zatwierdzenie jego wzoru ujęte zostało w Dzienniku Rozkazów MSWojsk. nr 24 z 1925, poz. 249.
11 października 1925 w Żółkwi gen. Aleksander Pajewski wręczył pułkowi sztandar ufundowany przez społeczeństwo powiatów żółkiewskiego, rawskiego i sokalskiego.
23 września 1939 ukryty na boisku szkolnym we wsi Zarzecze pod Rzeszowem. W czasie remontu szkoły w 1959 odnaleziony i przekazany do Muzeum Wojska Polskiego w Warszawie, gdzie do dzisiaj jest eksponowany.

### Odznaka pamiątkowa
Odznaka zatwierdzona Dz. Rozk. MSWojsk. nr 49, poz. 872 z 13 grudnia 1921. Posiada kształt krzyża maltańskiego, którego ramiona o złoconych krawędziach są pokryte białą emalią. Na ramiona wpisano cyfry I III 46. Na środek krzyża nałożono złote półsłońce stanowiące tło do miniatury odznaki Armii Polskiej we Francji. Czteroczęściowa – oficerska, wykonana w srebrze, emaliowana. Wymiary: 60x60 mm. Projekt: Maurycy Gąssowski, Feliks Ryl, Zygmunt Mieszczankowski. Wykonanie: RS – Lion, Stefan Wincenty Wiśniewski – Warszawa.

### Barwy i insygnia
29 stycznia 1937 Minister Spraw Wojskowych nadał 6 psk nazwę „6 Pułk Strzelców Konnych imienia Hetmana Wielkiego Koronnego Stanisława Żółkiewskiego” oraz zarządził noszenie przez żołnierzy pułku na naramiennikach kurtek i płaszczy – w miejsce dotychczasowej numeracji – inicjałów „S.Ż.” z buławą hetmańską. Dla oficerów i chorążych inicjały i buława były haftowane nićmi metalowymi, oksydowanymi na stare srebro, natomiast dla podoficerów i strzelców wykonane były z białego matowanego metalu. Podoficerowie zawodowymi mogli nosić inicjały i buławę haftowaną w czasie występowania w ubiorze pozasłużbowym.
Od 1921 pułk używał proporczyków barwy ciemnozielono-białej, a w latach 1922–1927 otoków barwy oliwkowej. Rozkazem Ministerstwa Spraw Wojskowych z 24 marca 1927 pułk otrzymał otok barwy białej.
| Proporczyk | Opis                                                     |
| ---------- | -------------------------------------------------------- |
|            | Proporczyk szmaragdowo-biały                             |
|            | proporczyk dowództwa w 1939                              |
|            | proporczyk 1 szwadronu w 1939                            |
|            | proporczyk 2 szwadronu w 1939                            |
|            | proporczyk 3 szwadronu w 1939                            |
|            | proporczyk 4 szwadronu w 1939                            |
|            | proporczyk 5 szwadronu ckm w 1939                        |
|            | proporczyk plutonu łączności w 1939                      |
| Inne       | Opis                                                     |
|            | Czapka rogatywka – otok biały                            |
|            | Szasery – ciemnogranatowe, lampasy białe, wypustka biała |

### Żurawiejka
| Od Hallera my rycerze, sławy nikt nam nie odbierze.                        | „Szósty” Strzelców w Żółkwi siedzi, i nad dolą swą się biedzi. | Z Francji swój początek bierze, a wśród strzelców jest na przedzie. |
| Po każdej zwrotce: Lance do boju, szable w dłoń, bolszewika goń, goń, goń! |                                                                |                                                                     |

## Kadra pułku
| Stopień, imię i nazwisko                | Okres pełnienia służby       |
| Dowódcy pułku                           | Dowódcy pułku                |
| --------------------------------------- | ---------------------------- |
| ppłk kaw. Maurycy Gąssowski             | 31 III 1919 – 28 V 1920      |
| ppłk kaw. Włodzimierz Wołkowicki        | 11 VI – 25 XI 1920           |
| mjr kaw. Oskar Zawadil                  | 15 I 1921 – 1923             |
| ppłk kaw. Władysław Kulesza             | p.o. do 26 XI 1923           |
| płk kaw. Maurycy Gąssowski              | 26 XI 1923 – 20 XI 1924      |
| ppłk kaw. Konstanty Obidziński          | 20 XI 1924 – † 8 V 1926      |
| mjr kaw. Ignacy Drozdowski              | p.o. 8 V – 20 VI 1926        |
| ppłk / płk kaw. Jerzy Pytlewski         | VI 1926 – 30 III 1934        |
| płk dypl. Witold Gierulewicz            | 10 IV 1934 – 18 III 1939     |
| mjr dypl. Zygmunt Mieszczankowski       | p.o. 18 III – 15 V 1939      |
| ppłk dypl. Stefan Mossor                | 16 V – 12 IX 1939            |
| Zastępcy dowódcy pułku                  |                              |
| mjr kaw. Piotr Skuratowicz              | 1 VIII 1921 – 30 VIII 1922   |
| mjr kaw. Tadeusz Tułasiewicz            | 1 IX 1922 – III 1923         |
| rtm. Oskar Stetkiewicz                  | III 1923 – I 1924            |
| mjr kaw. Hieronim Lisowski              | p.o. I – 15 IX 1924          |
| mjr kaw. Józef Weiss-Weissenfeld        | XI 1924 – 14 VI 1925         |
| mjr kaw. Ignacy Drozdowski              | p.o. 15 VI 1925 – 21 VI 1926 |
| mjr kaw. Władysław Sozański             | V 1926 – 20 X 1927           |
| mjr kaw. Stefan Chomicz                 | 21 X 1927 – 28 II 1928       |
| mjr kaw. Ignacy Drozdowski              | 1 III 1928 – 31 I 1932       |
| mjr / ppłk dypl. kaw. Witold Cieśliński | II 1932 – V 1936             |
| ppłk dypl. Witold Święcicki             | do 30 XI 1938                |
| mjr dypl. Zygmunt Mieszczankowski       | 1 XII 1938 – 24 VIII 1939    |
| mjr kaw. Stanisław Mirecki              | p.o. 25 – 31 VIII 1939       |
| rtm. Stanisław Szostakowski             | 1 – 12 IX 1939               |

### Żołnierze 6 pułku strzelców konnych - ofiary zbrodni katyńskiej
Biogramy zamordowanych oficerów znajdują się na stronie internetowej Muzeum Katyńskiego
| Nazwisko i imię        | stopień              | zawód             | miejsce pracy przed mobilizacją       | zamordowany |
| ---------------------- | -------------------- | ----------------- | ------------------------------------- | ----------- |
| Baranowski Bolesław    | podporucznik rezerwy | asystent          | Wydział Chemii Politechniki Lwowskiej | Katyń       |
| Jaroszyński Józef      | porucznik            | żołnierz zawodowy |                                       | Charków     |
| Jaroszyński Władysław  | podporucznik rezerwy | prawnik           |                                       | Charków     |
| Kasprzycki Jan         | podporucznik rezerwy |                   |                                       | Charków     |
| Linscheid Ryszard      | podporucznik rezerwy | absolwent UL      | wł. przedsiębiorstwa transportowego   | Charków     |
| Skwarczyński Stanisław | porucznik rezerwy    | inżynier rolnik   | Rada Ministrów                        | Charków     |
| Kolarz Tadeusz         | podporucznik rezerwy |                   | asystent kopalniany                   | ULK         |